# Urbano Aspa y Arnao
Urbano Aspa y Arnao (Sigüenza, 1809-Fuencaliente de Medinaceli, 1884) fue un compositor y maestro de capilla español.

## Biografía
Nacido el 25 de mayo de 1809 en Sigüenza, en el barrio del Castillejo, apenas contaba ocho años cuando obtuvo del cabildo catedral de la ciudad la beca de infante de coro. Dotado de organización musical, que desarrolló en el Colegio de Infantes, ascendió pronto en su carrera artística. En junio de 1827 era nombrado contralto de la catedral de Sigüenza, y en febrero de 1832 tomaba posesión de la plaza de maestro de la capilla. En ella ejerció hasta 1842, cuando se trasladó a Madrid a seguir su profesión. Desde esta fecha hasta la de su muerte, trabajó prolíficamente produciendo obras, cuyo cantidad habría superado las 300. Durante veinte años, hasta septiembre de 1879, fue profesor del colegio de niñas de Nuestra Señora de la Presentación de Madrid. Falleció en Fuencaliente («pueblecito de Castilla») el 28 de agosto de 1884.